# Олимпия Пресс
«Олимпия Пресс» (фр. Olympia Press) — парижское издательство, учрежденное в 1953 году Морисом Жиродиа на основе издательства «Обелиск Пресс», которое он унаследовал от своего отца Джека Кахана. Специализировалось на эротической и авангардной литературе. Кроме того, здесь впервые увидела свет «Лолита» Владимира Набокова.
94 книги «Олимпия Пресс» вышли в мягких обложках в серии «Traveller’s Companion», каждая имела номер. Эротическая серия «Офелия Пресс» была намного обширнее, в ней использовался тот же дизайн, но обложки были розовыми, а не зелеными.
«Олимпия Пресс» стала первым издательством, пожелавшим напечатать «Голый завтрак» Уильяма Берроуза. Другие известные книги: «Человек с огоньком» Джеймса Данливи, французская трилогия Сэмюэла Беккета «Моллой», «Мэлон умирает» и «Безымянный», «Рассказ об удовлетворенном желании» Жоржа Батая, «История O» Полины Реаж, а также книга по саентологии «Саентология изнутри» Роберта Кофмана. Редактором издательства был южноафриканский поэт Синклер Бейлис.
У Жиродиа возникали разногласия с авторами, в том числе и по вопросам авторских прав. Набоков был недоволен издателем и его репутацией. Затянувшийся спор о правах на «Человека с огоньком» завершился тем, что тогдашняя жена Данливи Мэри выкупила их у Жиродиа. Жиродиа ненадолго возрождал «Олимпия Пресс» в США в 1960-х и в Лондоне в начале 1970-х годов.
Впоследствии американское издательство «Гроув Пресс» напечатало антологию «The Olympia Reader», содержащую тексты из самых популярных книг «Олимпии», в том числе Берроуза, Миллера, Трокки и других. Ещё один известный сборник «The Best of Olympia» сначала вышел в «Олимпия Пресс» в 1963 году, а затем был переиздан «New English Library» в 1966.
Другие воплощения издательства, иные из них при участии Жиродиа, появлялись в Германии, Италии и Великобритании. Ныне «Олимпия Пресс» основана заново и функционирует в Вашингтоне, Лондоне и Франкфурте.